# تشارلي شيرنغهام
تشارلي شيرنغهام (بالإنجليزية: Charlie Sheringham)‏ هو لاعب كرة قدم بريطاني في مركز الهجوم، ولد في 17 أبريل 1988 في Chingford ‏ في المملكة المتحدة. لعب مع إبسفليت يونايتد وإيبسويتش تاون وإيه أف سي ويمبلدون وبيشوب ستورتفورد وتوتنهام هوتسبير وكريستال بالاس ونادي بورنموث ونادي دارتفورد ونادي سالزبري سيتي ونادي كامبريدج ستي ونادي ميلوول وويلينج يونايتد.

## وصلات خارجية
- تشارلي شيرنغهام على موقع قاعدة بيانات كرة القدم.إي يو (الإنجليزية)
- تشارلي شيرنغهام على موقع Soccerbase.com (لاعب) (الإنجليزية)
- تشارلي شيرنغهام على موقع Soccerway.com (الإنجليزية)